# Semiothisa suprasordida
Semiothisa suprasordida är en fjärilsart som beskrevs av Eugen Wehrli 1932. Semiothisa suprasordida ingår i släktet Semiothisa och familjen mätare. Inga underarter finns listade i Catalogue of Life.